# Allium nigrum
Allium nigrum là một loài thực vật có hoa trong họ Amaryllidaceae. Loài này được L. mô tả khoa học đầu tiên năm 1762.

## Hình ảnh

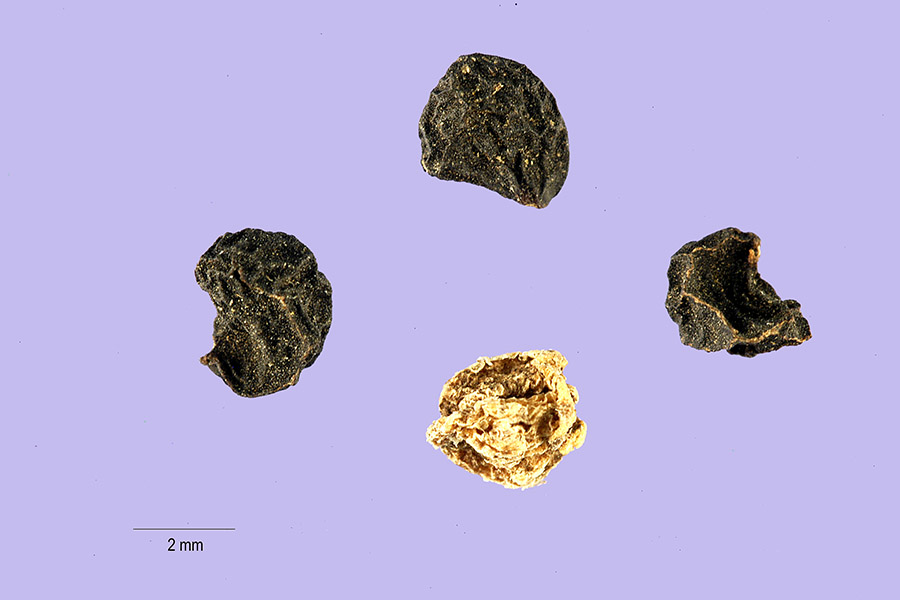